# Введенское (село, Ставропольская губерния)
Введенское — село в Ставропольском уезде Ставропольской губернии.
Основано в 1854 году на основе сел Николина Балка, Камбулат, отселков Малые Ягуры, Большие Ягуры.
В 1867 году село вошло во вновь образованный Новогригорьевский уезд. В 1880 отселок Малые Ягуры стал самостоятельны селом и вышел из сельского общества Введенского.
Название Введенское, стало ассоциироваться только с селом Камбулат, как второе названия села и постепенно вышло из употребления. В официальных документах Ставропольской духовной консистории название Введенское было за селом Камбулат до 1917 года.